# Бромайд (Оклахома)
Бромайд (англ. Bromide) — місто (англ. town) в США, в округах Джонстон і Коул штату Оклахома. Населення — 123 особи (2020).

## Географія
Бромайд розташований за координатами 34°25′1″ пн. ш. 96°29′43″ зх. д. / 34.41694° пн. ш. 96.49528° зх. д. (34.417060, -96.495264).  За даними Бюро перепису населення США в 2010 році місто мало площу 1,51 км², уся площа — суходіл. В 2017 році площа становила 1,66 км², уся площа — суходіл.

## Демографія
Згідно з переписом 2010 року, у місті мешкало 165 осіб у 61 домогосподарстві у складі 47 родин. Густота населення становила 110 осіб/км².  Було 74 помешкання (49/км²).
Расовий склад населення:
| - 78,2 % — білих - 15,8 % — корінних американців - 3,0 % — осіб інших рас |

До двох чи більше рас належало 3,0 %. Частка іспаномовних становила 8,5 % від усіх жителів.
За віковим діапазоном населення розподілялося таким чином: 25,5 % — особи молодші 18 років, 59,3 % — особи у віці 18—64 років, 15,2 % — особи у віці 65 років та старші. Медіана віку мешканця становила 38,5 року. На 100 осіб жіночої статі у місті припадало 108,9 чоловіків;  на 100 жінок у віці від 18 років та старших — 105,0 чоловіків також старших 18 років.
Середній дохід на одне домашнє господарство  становив 49 554 долари США (медіана — 48 750), а середній дохід на одну сім'ю — 56 537 доларів (медіана — 58 750). За межею бідності перебувало 3,4 % осіб, у тому числі 0,0 % дітей у віці до 18 років та 8,8 % осіб у віці 65 років та старших.
Цивільне працевлаштоване населення становило 56 осіб. Основні галузі зайнятості: роздрібна торгівля — 21,4 %, виробництво — 19,6 %, освіта, охорона здоров'я та соціальна допомога — 19,6 %.